# Ranetki
Ranetki (Ранетки en ruso) es un grupo de pop rock formado en 2005 y originario de Moscú, Rusia. La banda se dio a conocer en los programas Pyat zvyozd y Eurosonic 2008 en donde ganaron ambos concursos, también fueron galardonadas en 2009 con dos premios MUZ-TV en 2009 en la categoría de Mejor Álbum y Mejor BSO.
El grupo es conocido a nivel nacional por interpretar el tema central de la serie Kadetstvo. Durante dos años (de 2008 a 2010) protagonizaron una serie televisiva en la cadena STS. No obstante, ganaron reconocimiento internacional con el sencillo "O tebe", canción que apareció en la emisora Vladivostok FM del videojuego Grand Theft Auto IV.

## Miembros
A lo largo de los años ha habido varios cambios en los miembros siendo sustituidas por otras componentes. Aunque el grupo es oriundo de Moscú, dos de las cuatro integrantes son de fuera de la provincia (una de Stávropol y la única extranjera: de Legnica, Polonia):

### Actuales
- Anya Baydavletova (batería, vocalista principal) 26 de noviembre de 1992 (32 años) (Stávropol, Krai de Stávropol)
- Yevgeniya Ogurtsova (teclado, vocalista) 29 de marzo de 1990 (34 años) (Moscú)
- Natalya Milnichenko (guitarra, corista) 6 de abril de 1990 (34 años) (Moscú)
- Yelena Tretyakova (bajo eléctrico, vocalista) 23 de diciembre de 1988 (36 años) (Legnica, Baja Silesia, Polonia)

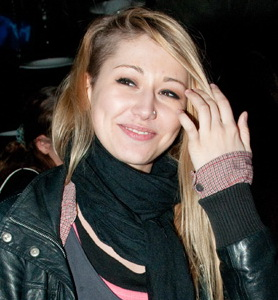
Valeriya 'Lera' Kozlova, la cantante original de Ranetki.

### Anteriores
- Lera Kozlova - batería, vocalista
- Anya Rudneva - guitarra rítmica, vocalista
- Alina Petrova - bajo eléctrico
- Lena Galperina - vocalista

## Discografía
- (2006) Ranetki
- (2009) Prishlo nashe vremya
- (2010) Ne zabudu nikogdá
- (2011) Vernite Rock "N" Roll
- (2012) Vernite Ranetok